# Oxyethira retracta
Oxyethira retracta är en nattsländeart som beskrevs av Wells 1981. Oxyethira retracta ingår i släktet Oxyethira och familjen smånattsländor. Inga underarter finns listade i Catalogue of Life.